# Hekinan, Aichi
Hekinan (碧南市 Hekinan-shi, Bích Nam) là một thành phố thuộc tỉnh Aichi, Nhật Bản.

## Lịch sử
Thành phố được thành lập vào ngày 5 tháng 4 năm 1948.

## Thành phố kết nghĩa
- Pula, Croatia (từ 2007)
- Edmonds, Washington